# Jesse av Kartli
Jesse av Kartli, död 1727, var en georgisk monark. Han var kung i kungariket Kartli mellan 1714-1716 och 1724-1727.
Efter hans död ockuperades Kartli av Osmanska riket för ett antal år framåt. 